# Голицына, Ирен
Ирен Голицына (итал. Irene Galitzine, 22 июля 1916, Тифлис — 20 октября 2006[…], Рим) — российская княжна, итальянский модельер, наиболее известна по коллекции брючных костюмов, получивших название «palazzo pajama».

## Биография
Ирен принадлежала к древнему российскому аристократическому роду Голицыных, который берёт своё начало в XIII веке. Родители: князь Борис Львович Голицын (1878—1958), княгиня Нина Петровна Голицына (урожденная Ковальджи, 1888—1957). После Октябрьской революции она с матерью сначала иммигрировала в Константинополь, а позже они обосновались в Риме. Ирен обучалась искусствам в Риме, английскому языку в Кембридже, Англия, и французскому в Сорбонне, Франция. В 1943 году Ирен вновь вернулась в Рим, где в течение трёх лет работала с итальянскими дизайнерами сёстрами Фонтана. Свой первый салон она открыла в 1946 году. Наибольшего успеха она достигла в 1960 году, после того, как её дом моды выпустил коллекцию брючных костюмов из шёлка, получивших название «palazzo pigiama».
В 1962 году она была названа итальянской прессой дизайнером года, а в 1965 году была удостоена Международной дизайнерской премии. С тех пор услугами Ирен пользовались многие знаменитости, среди которых Софи Лорен, Элизабет Тейлор, Жаклин Кеннеди, Одри Хепбёрн, Грета Гарбо и Клаудия Кардинале.
В сентябре 1996 году Ирен открыла свой первый бутик в Москве, а в ноябре того же года была опубликована её автобиография «Из России в Россию».
Ирен Голицына вышла замуж за Сильвио Медичи де Менецес (итал. Silvio Medici de Menezes) 29 июля 1949 года в Риме.
Ирен Голицына умерла 20 октября 2006 года в своём доме в Риме в возрасте 90 лет. Похоронена на некатолическом кладбище Тестаччо в Риме.